# Simone Consonni
Simone Consonni (Ponte San Pietro, 12 settembre 1994) è un ciclista su strada e pistard italiano che corre per il team Lidl-Trek.
Già medaglia d'argento in linea Under-23 ai campionati del mondo 2015 e campione nazionale in linea Under-23 nel 2016, è professionista su strada dal 2017. Specialista anche dell'endurance su pista, nel 2021 si è laureato campione olimpico e mondiale nell'inseguimento a squadre in quartetto con Filippo Ganna, Francesco Lamon e Jonathan Milan e nel 2024, oltre a confermarsi sul podio olimpico con gli stessi compagni guadagnando il bronzo nella stessa specialità, ha anche ottenuto l'argento nella madison in coppia con Elia Viviani; su pista ha vinto in totale dieci medaglie ai campionati del mondo (oltre al già citato oro del 2021, cinque argenti e quattro bronzi) e due ori ai campionati europei.

## Biografia
È fratello maggiore di Chiara Consonni, anch'ella ciclista nazionale su pista.

## Carriera
Corridore dotato di buono spunto veloce, attivo sia su strada che su pista, gareggia tra i dilettanti Elite/Under-23 per quattro stagioni, la prima con l'U.C. Bergamasca 1902 e le restanti tre, dal 2014 al 2016, con il Team Colpack. Nella stagione 2015 vince in volata la Côte Picarde e si classifica secondo sia al Gran Premio della Liberazione (in cui già era stato secondo nel 2014) che al campionato del mondo su strada Under-23 a Richmond. Nel 2016 si aggiudica quindi il Trofeo Città di San Vendemiano e il campionato italiano di categoria su strada.
Negli stessi anni è in evidenza anche nelle gare Open su pista, vincendo tre medaglie di bronzo ai campionati del mondo, due nell'inseguimento a squadre (2017, 2018) e una nell'omnium (2018), e quattro medaglie d'argento ai campionati europei, una nella corsa a eliminazione (2015) e tre nell'inseguimento a squadre (2016, 2017 e 2019), oltre a diversi titoli italiani.
Passa professionista su strada nel 2017 con la UAE Team Emirates diretta da Giuseppe Saronni. In stagione si fa notare classificandosi terzo, a 34" dal vincitore di giornata Philippe Gilbert, nella prima tappa della Tre Giorni di La Panne. Ottiene la prima vittoria da professionista nel 2018, al Giro di Slovenia, quando si impone in volata nella prima tappa. Nel 2020 lascia la UAE e si accasa alla francese Cofidis: durante l'anno coglie un terzo posto nella tappa di Lione al Tour de France.
Per quanto concerne l'attività su pista, nel febbraio 2020 ai campionati del mondo a Berlino è argento nello scratch e bronzo nell'inseguimento a squadre. Il 4 agosto 2021 vince quindi, insieme a Francesco Lamon, Jonathan Milan e Filippo Ganna, la medaglia d'oro nell'inseguimento a squadre ai Giochi olimpici di Tokyo, fissando al contempo il nuovo record mondiale a 3'42"032. Poche settimane dopo conferma il titolo di specialità anche ai campionati del mondo a Roubaix, vincendo la medaglia d'oro con lo stesso quartetto; nella medesima rassegna è anche argento nell'americana insieme a Michele Scartezzini.
Agli europei di Monaco di Baviera 2022 ha guadagnato l'argento nell'omnium.
Agli europei di Grenchen 2023 ha vinto l'oro nell'inseguimento a squadre e nella corsa a punti e quella d'argento nell'omnium; originariamente non avrebbe dovuto correre, ma ha preso parte alla gara in sostituzione di Elia Viviani, fermato da un attacco influenzale.
Il 7 agosto 2024 conquista la sua seconda medaglia olimpica conquistando il bronzo nell'inseguimento a squadre a Parigi 2024 battendo nella finale per il terzo posto la Danimarca, stessa compagine che aveva sconfitto nella finale per l'oro di Tokyo 2020. Tre giorni dopo ottiene l'argento nella madison, in coppia con Elia Viviani.

## Palmarès

### Strada
- 2014 (Team Colpack Under-23, cinque vittorie)

Trofeo Giacomo Larghi
Coppa Giuseppe Romita
Gran Premio Roncolevà - Comune di Trevenzuolo
Piccolo Giro d'Emilia
Coppa Mobilio Ponsacco
- 2015 (Team Colpack Under-23, sette vittorie)

Gran Premio Città di Perignano
Milano-Busseto
Piccola Sanremo
La Côte Picarde
Gran Premio Città di Felino
Targa Comune di Castelletto Cervo
Trofeo Viguzzolo
- 2016 (Team Colpack Under-23, sei vittorie)

Trofeo Mario Zanchi
Trofeo Città di San Vendemiano
Memorial Gianni Biz
Campionati italiani, Prova in linea Under-23
Gran Premio Industria Commercio Artigianato Carnaghese
Gran Premio Calvatone
- 2018 (UAE Emirates, una vittoria)

1ª tappa Tour of Slovenia (Lendava > Murska Sobota)
- 2022 (Cofidis, una vittoria)

Parigi-Chauny
- 2023 (Cofidis, una vittoria)

5ª tappa Saudi Tour (Al-'Ula > Maraya)

#### Altri successi
- 2017 (UAE Team Emirates)

Classifica giovani Driedaagse De Panne - Koksijde
- 2018 (UAE Team Emirates)

Classifica a punti Tour of Slovenia
- 2021 (Cofidis)

Classifica a punti Tour du Poitou-Charentes

### Pista
- 2013

Campionati italiani, Omnium
Copa México, Americana (con Alex Buttazzoni)
Copa México, Omnium
- 2014

Campionati italiani, Americana (con Francesco Lamon)
- 2015

Sei giorni delle Rose, Corsa a punti
Campionati italiani, Scratch
Campionati italiani, Omnium
Campionati italiani, Americana (con Francesco Lamon)
- 2016

Campionati italiani, Americana (con Francesco Lamon)
Campionati italiani, Omnium
- 2017

Belgian Track Meeting, Omnium
Coppa del mondo (Pruszków, con Liam Bertazzo, Filippo Ganna e Francesco Lamon)
- 2018

Sei giorni delle Rose, Americana (con Francesco Lamon)
Sei giorni delle Rose, Omnium
- 2019

Sei giorni di Londra (con Elia Viviani)
- 2021

Giochi olimpici, Inseguimento a squadre (con Liam Bertazzo, Filippo Ganna, Francesco Lamon e Jonathan Milan)
Campionati del mondo, Inseguimento a squadre (con Filippo Ganna, Francesco Lamon e Jonathan Milan)
- 2023

Campionati europei, Inseguimento a squadre  (con Francesco Lamon, Manlio Moro, Filippo Ganna e Jonathan Milan)
Campionati europei, Corsa a punti
- 2024

The London 3 Day, Americana (con Elia Viviani)

## Piazzamenti

### Grandi Giri
- Giro d'Italia

2019: 131º
2020: 115º
2021: 110º
2022: 121º
2023: 110º
2024: 123⁰
- Tour de France

2020: 112º
2025: 160º
- Vuelta a España

2018: 147º

### Classiche monumento
- Milano-Sanremo

2018: 93º
2020: 138º
2022: 28º
2023: 48º
- Giro delle Fiandre

2017: ritirato
2018: ritirato
- Parigi-Roubaix

2018: 101º
- Giro di Lombardia

2024: ritirato

### Competizioni mondiali
- Campionati del mondo su strada

Richmond 2015 - In linea Under-23: 2º
Doha 2016 - In linea Under-23: 76º
- Campionati del mondo su pista

Saint-Quentin-en-Yv. 2015 - Inseg. a squadre: 16º
Londra 2016 - Inseguimento a squadre: 4º
Hong Kong 2017 - Inseguimento a squadre: 3º
Hong Kong 2017 - Omnium: 4º
Hong Kong 2017 - Americana: 10º
Apeldoorn 2018 - Inseguimento a squadre: 3º
Apeldoorn 2018 - Omnium: 3º
Apeldoorn 2018 - Americana: 10º
Pruszków 2019 - Omnium: 4º
Pruszków 2019 - Americana: 9º
Berlino 2020 - Inseguimento a squadre: 3º
Berlino 2020 - Scratch: 2º
Berlino 2020 - Americana: 7º
Roubaix 2021 - Inseguimento a squadre: vincitore
Roubaix 2021 - Americana: 2º
Saint-Quentin-en-Yv. 2022 - Inseguimento a squadre: 2º
Saint-Quentin-en-Yv. 2022 - Americana: 4º
Glasgow 2023 - Inseguimento a squadre: 2º
Ballerup 2024 - Americana: 7º
Ballerup 2024 - Omnium: 2º
- Giochi olimpici

Rio de Janeiro 2016 - Inseguimento a squadre: 6º
Tokyo 2020 - Inseguimento a squadre: vincitore
Tokyo 2020 - Americana: 10º
Parigi 2024 - Inseguimento a squadre: 3º
Parigi 2024 - Americana: 2º

### Competizioni europee
- Campionati europei su strada

Valkenburg 2012 - In linea Juniores: 14º
Tartu 2015 - In linea Under-23: ritirato
Plumelec 2016 - In linea Under-23: 37º
Herning 2017 - In linea Elite: 110º
Alkmaar 2019 - In linea Elite: 14º
Limburgo 2024 - In linea Elite: 29º
- Campionati europei su pista

Anadia 2014 - Omnium Under-23: 8º
Atene 2015 - Americana Under-23: 3º
Atene 2015 - Omnium Under-23: 6º
Grenchen 2015 - Americana: 4º
Grenchen 2015 - Corsa a eliminazione: 2º
Montichiari 2016 - Inseguimento a squadre Under-23: 2º
Montichiari 2016 - Americana Under-23: 8º
Montichiari 2016 - Omnium Under-23: 7º
Saint-Quentin-en-Yvelines 2016 - Inseguimento a squadre: 2º
Saint-Quentin-en-Yvelines 2016 - Americana: 5º
Saint-Quentin-en-Yvelines 2016 - Omnium: 4º
Berlino 2017 - Inseguimento a squadre: 2º
Berlino 2017 - Omnium: 6º
Apeldoorn 2019 - Inseguimento a squadre: 2º
Apeldoorn 2019 - Scratch: 7º
Apeldoorn 2019 - Americana: 6º
Monaco di Baviera 2022 - Omnium: 2º
Grenchen 2023 - Inseguimento a squadre: vincitore
Grenchen 2023 - Corsa a punti: vincitore
Grenchen 2023 - Omnium: 2º
Grenchen 2023 - Americana: 2º
Apeldoorn 2024 - Inseguimento a squadre: 3º
Apeldoorn 2024 - Omnium: 8º
Apeldoorn 2024 - Americana: 9º